# Dorette (Doranges)
Pour les articles homonymes, voir Dorette.
La Dorette est un petit ruisseau français qui coule dans le département du Puy-de-Dôme. Elle prend sa source dans les monts du Livradois et se jette dans la Dore au Moulin du Vernet. C'est donc un sous-affluent de la Loire par la Dore, puis par l'Allier. La totalité de son bassin versant fait partie du parc naturel régional Livradois-Forez.

## Géographie
La Dorette naît sur le territoire de la commune de Saint-Bonnet-le-Bourg, dans le massif du Livradois au lieu-dit « Marchaud », à 1 000 m d’altitude. La source de la Dore est très proche. Dès le départ, elle s'oriente vers le sud-est, direction qu'elle maintient tout au long de son parcours. Elle finit par se jeter dans la Dore en rive droite au lieu-dit « Le moulin du Vernet » (commune de Doranges).
Son parcours total est d'environ 3 km, elle est le premier affluent de la Dore.

## Communes traversées
D'amont en aval, la rivière traverse les communes suivantes, toutes situées dans le département du Puy-de-Dôme : 
- Saint-Bonnet-le-Bourg
- Doranges